# Podsadek
Podsadek – wieś w Polsce położona w województwie świętokrzyskim, w powiecie jędrzejowskim, w gminie Sędziszów.
| SIMC    | Nazwa           | Rodzaj    |
| ------- | --------------- | --------- |
| 0267200 | Pod Lasem       | część wsi |
| 0993320 | Podsadek Dolny  | część wsi |
| 0993337 | Podsadek Średni | część wsi |

W latach 1975–1998 miejscowość administracyjnie należała do województwa kieleckiego.